# Einkommensteuer (Polen)
Die Einkommensteuer in Polen wird von natürlichen Personen erhoben, die Einkünfte in Polen erzielen. Rechtsgrundlage ist das Gesetz vom 26. Juli 1991.

## Einkunftsarten
Das polnische Einkommensteuersystem kennt neun verschiedene Einkunftsarten:
- Nichtselbständige Arbeit (Art. 10 Abs. 1 Nr. 1)
- Selbständige Arbeit (Art. 10 Abs. 1 Nr. 2)
- Gewerbebetrieb (Art. 10 Abs. 1 Nr. 3)
- Spezialbereiche der Landwirtschaft (Art. 10 Abs. 1 Nr. 4)
- Immobilien (Art. 10 Abs. 1 Nr. 5)
- Vermietung und Verpachtung (Art. 10 Abs. 1 Nr. 6)
- Kapitalvermögen (Art. 10 Abs. 1 Nr. 7)
- Spekulationsgeschäfte (Art. 10 Abs. 1 Nr. 8)
- Sonstige Quellen (Art. 10 Abs. 1 Nr. 9)

Hinzu treten über 100 Sonderregelungen für explizit von der Einkommensteuer befreite Einkünfte.

## Tarif
Der Einkommensteuertarif war in Polen bis 2008 dreifach gestuft:
- Bis 44.490 PLN betrug der Grenzsteuersatz 19 %
- Von 44.490 PLN bis 85.528 PLN lag er bei 7.866,25 PLN + 30 % des 44.490 PLN übersteigenden Betrages.
- Ab 85.528 PLN betrug er 20.177,65 PLN + 40 % des 85.528 übersteigenden Betrages.

Bei einem Einkommen von 48.000 PLN bezahlte man folglich 8.919,25 PLN, denn es galt (abzüglich eines Absetzbetrages von 586,85 PLN).:
{\displaystyle 44490\cdot 0{,}19+(48000-44490)\cdot 0{,}3-586{,}85=8919{,}25}
Seit dem Jahr 2009 gilt folgender Tarif
- bis 85.528 PLN beträgt der Grenzsteuersatz 18 %
- Ab 85.528 PLN liegt er bei 14.839 PLN + 32 % des 85.528 PLN übersteigenden Betrages.

Vom errechneten Steuerbetrag muss ein Absetzbetrag von 556 PLN abgezogen werden.
Unsere Beispielsperson mit einem Einkommen von 48.000 PLN müsste also 2009 nur noch 8.084 PLN an Einkommensteuer bezahlen. Es gilt
{\displaystyle 48000\cdot 0{,}18-556=8084}

## Berechnung des individuellen Steuerbetrages
Das zu versteuernde Einkommen (zvE) wird zunächst einer Tarifzone zugeordnet. Sodann  lässt sich der Steuerbetrag (StB) nach der entsprechenden Formel berechnen. Der Abzugsbetrag ist dabei berücksichtigt.
Ab 1. Januar 2009 gelten folgende Formeln:
| Erste Stufe: zvE von 0 PLN bis 85.528 PLN {\displaystyle StB=\mathrm {zvE} \cdot 0{,}18-556} Dabei ist 0,18 der in der ersten Stufe gültige Grenzsteuersatz (18 %). Die Zahl 556 ist der Absetzbetrag, der vom Steuerbetrag abgezogen wird.                                                                           |
| Zweite Stufe: zvE ab 85.529 PLN {\displaystyle StB=(\mathrm {zvE} -85528)\cdot 0{,}32+85528\cdot 0{,}18-556} Dabei ist 0,32 der in der zweiten Stufe gültige Grenzsteuersatz (32 %). Die Formel vereinfacht sich, wenn man die Konstanten zusammenfasst: {\displaystyle StB=(\mathrm {zvE} -85528)\cdot 0{,}32+14839} |

## Linearsteuer auf Kapitaleinkünfte
Bereits mit Körperschaftsteuer belastete Kapitaleinkünfte (d. h. insbesondere Dividenden) werden im Rahmen eines Shareholder-Relief-Systems vergünstigt pauschal mit ebenfalls 19 % besteuert. Es entsteht eine Effektivbelastung in Höhe von maximal 34,39 %.